# 賽義德·薩拉赫丁·提爾米齊
赛义德·萨拉赫丁·提尔米齐（1943年5月1日—） 是一名巴基斯坦退役中將和政治家，曾于2017年8月至2018年5月在時任巴基斯坦總理沙希德·哈坎·阿巴西的內閣中担任禁毒部部長。自2015年3月以来，他一直是巴基斯坦参议院的成员，他是巴基斯坦穆斯林联盟（謝里夫派）的成員。

## 早年
他于1943年5月1日出生在曼塞赫拉。在进入巴基斯坦军事学院之前，他曾在哈桑·阿卜杜勒军事学院（Cadet College Hasan Abdal）学习，并从那里获得了学士学位。他获得理科学士学位。获得奎達俾路支大学荣誉学位，并從戰爭研究學中获得硕士学位。
他來自卡甘山谷普什圖人的赛义德家族，這個家族也被称为卡甘的首领。他的父亲是立法会议员兼卡甘酋长赛义德·马哈茂德·沙阿（Syed Mehmood Shah）。

## 軍事生涯
他是巴基斯坦陸軍的一名退役中將。 他曾在木爾坦担任陆军司令，并擔任巴基斯坦国防大学校长。
他是巴基斯坦禁毒部队(ANF)的第一任总司令，他在20世纪90年代打击巴基斯坦贩毒的模范服务受到了广泛赞扬。

## 政治生涯
他在2002年巴基斯坦大选中从NA-20选区竞选巴基斯坦国民议会席位。但沒有成功。 在一场被广泛认为是穆沙拉夫政权操纵的选举中，国际监督机构对选举的合法性表示担忧。
他于2006年加入巴基斯坦穆斯林联盟（谢里夫派），并在2008巴基斯坦大选中以該黨候选人的身份从NA-20 Manshera-i选区竞选巴基斯坦国民议会席位。他被宣布获胜，然而，法院允许在落选候选人的家乡选区重新进行投票，从而使结果被推翻，有利于落选候选人。沙拉胡丁·提米齊于3月13日在白沙瓦高等法院阿伯塔巴德长凳上質疑首席选举委员会(CEC)关于在该选区两个投票站重新投票的命令。 这些选举也是在穆沙拉夫将军的政权下举行的。
他在2015巴基斯坦参议院选举中作为巴基斯坦穆斯林联盟（谢里夫派）候选人当选巴基斯坦参议院議員。
在2017年8月沙希德·哈坎·阿巴西当选巴基斯坦总理后，他被选入联邦内阁。 他被任命为联邦禁毒部长。 他一直担任该职位，直至2018年5月31日国民议会任期结束时卸任。